# Liste der Kulturgüter in Brienzwiler
Die Liste der Kulturgüter in Brienzwiler enthält alle Objekte in der Gemeinde Brienzwiler im Kanton Bern, die gemäss der Haager Konvention zum Schutz von Kulturgut bei bewaffneten Konflikten, dem Bundesgesetz vom 20. Juni 2014 über den Schutz der Kulturgüter bei bewaffneten Konflikten sowie der Verordnung vom 29. Oktober 2014 über den Schutz der Kulturgüter bei bewaffneten Konflikten unter Schutz stehen.
Objekte der Kategorie A sind vollständig in der Liste enthalten, Objekte der Kategorie B sind im Gemeindegebiet nicht ausgewiesen, Objekte der Kategorie C fehlen zurzeit (Stand: 28. Januar 2024). Unter übrige Baudenkmäler sind geschützte Objekte zu finden, die im Bauinventar des Kantons Bern als «schützenswert» verzeichnet sind.

## Kulturgüter
| Foto |                                                                    | Objekt                                                    | Kat. | Typ | Standort                       | Beschreibung |
| ---- | ------------------------------------------------------------------ | --------------------------------------------------------- | ---- | --- | ------------------------------ | --- |
| ja   | Datei hochladen · Wikidata zu Freilichtmuseum Ballenberg (Q680419) | Schweizerisches Freilichtmuseum Ballenberg KGS-Nr.: 08545 | A    | S   | Museumsstrasse 649570 / 177800 | Freilichtmuseum mit mehr als hundert Originalen historischer Gebäude aus allen Landesteilen der Schweiz. Vorgestellt werden charakteristische Hauslandschaften mit Haus- und Hofgruppen, in denen die verschiedenen Wirtschaftsgebäude gemäss der ehemaligen Betriebsform angeordnet sind. Das Innere der Häuser ist mit entsprechendem Mobiliar und traditionellem Arbeitsgerät ausgestattet. Ebenso werden bäuerliche Nebengewerbe, traditionelle Handwerke und Formen ländlicher Heimarbeit präsentiert. Das Objekt liegt zum Teil jeweils auf den Gemeindegebieten von Brienzwiler (KGS-Nr. 08545) und von Hofstetten bei Brienz (Nr. 00813) |

## Übrige Baudenkmäler
Hinweis: Anstelle der KGS-Nummer wird als Objekt-Identifikator (ID) die Grundstücksnummer verwendet.
| ID      | Foto |                 | Objekt                                    | Typ | Standort                                   | Beschreibung |
| ------- | ---- | --------------- | ----------------------------------------- | --- | ------------------------------------------ | ------------ |
| 65      | BW   | Datei hochladen | Ehemaliges Bauernhaus (1655)              | G   | Mittlere Gasse 1 650667 / 178018           |              |
| 66      | BW   | Datei hochladen | Ehemaliges Bauernhaus (1594)              | G   | Dorfstrasse 12 650656 / 177982             |              |
| 71      | BW   | Datei hochladen | Ehemaliges Bauernhaus (16. Jh.)           | G   | Dorfstrasse 13 650674 / 177977             |              |
| 109 ff. | BW   | Datei hochladen | Ehemaliges Bauernhaus (1770)              | G   | Aenderdorfgasse 8, 10, 10b 650817 / 177934 |              |
| 115     | BW   | Datei hochladen | Ehemaliges Bauernhaus (16 Jh.)            | G   | Dorfstrasse 25 650763 / 177905             |              |
| 121 ff. | BW   | Datei hochladen | Ehemaliges Bauernhaus (1591)              | G   | Brünigstrasse 39, 41 650577 / 178047       |              |
| 233     | BW   | Datei hochladen | Ofenhaus (18./19. Jh.)                    | G   | Kreuzgasse 15a 650677 / 178009             |              |
| 306     | BW   | Datei hochladen | Ehemaliges Bauernhaus (16. Jh.)           | G   | Dorfstrasse 9 650638 / 178017              |              |
| 315     | BW   | Datei hochladen | Ehemaliges Bauernhaus (17. Jh.)           | G   | Dorfstrasse 10 650642 / 177996             |              |
| 364 ff. | BW   | Datei hochladen | Ehemaliges Bauernhaus (1586)              | G   | Brünigstrasse 44–46 650562 / 178082        |              |
| 514     | BW   | Datei hochladen | Ofenhaus (18./19. Jh.)                    | G   | Kilchstalden 6a 650500 / 178078            |              |
| 515     | BW   | Datei hochladen | Ehemaliges Bauernhaus (16./17. Jh.)       | G   | Dorfstrasse 19 650711 / 177951             |              |
| 515     | BW   | Datei hochladen | Ofenhaus (18./19. Jh.)                    | G   | Dorfstrasse 19a 650705 / 177971            |              |
| 550     | BW   | Datei hochladen | Ehemaliges Bauernhaus (1588)              | G   | Kilchstalden 2 650548 / 178067             |              |
| 583     | BW   | Datei hochladen | Ehemaliges Bauernhaus (um 1540)           | G   | Hintere Gasse 6 650668 / 178034            |              |
| 588     | BW   | Datei hochladen | Ehemaliges Bauernhaus (1586)              | G   | Kreuzgasse 11 650669 / 177996              |              |
| 618     | BW   | Datei hochladen | Bauernhaus (Ende 16. Jh.)                 | G   | Kreuzgasse 16 650704 / 178021              |              |
| 618     | BW   | Datei hochladen | Ofenhaus (18./19. Jh.)                    | G   | Kreuzgasse 16c 650722 / 178011             |              |
| 679     | BW   | Datei hochladen | Ofenhaus (18./19. Jh.)                    | G   | Dorfstrasse 23a 650747 / 177931            |              |
| 728     | BW   | Datei hochladen | Ehemaliges Bauernhaus (um 1540)           | G   | Mittlere Gasse 3 650675 / 178028           |              |
| 736     | BW   | Datei hochladen | Ehemaliges Bauernhaus (1561)              | G   | Gässli 2 650726 / 177942                   |              |
| 759     | BW   | Datei hochladen | Ehemaliges Bauernhaus (2. Hälfte 18. Jh.) | G   | Kreuzgasse 14 650695 / 178005              |              |
| 759     | BW   | Datei hochladen | Ofenhaus (19. Jh.)                        | G   | Kreuzgasse 14a 650698 / 177989             |              |
| 770 ff. | BW   | Datei hochladen | Ehemaliges Bauernhaus (1770)              | G   | Aenderdorfgasse 5, 7 650805 / 177971       |              |
| 791     | BW   | Datei hochladen | Evangelisch-reformierte Kirche (1939)     | G   | Obermoosweg 11 650458 / 177874             |              |
| 1053    | BW   | Datei hochladen | Ofenhaus (19. Jh.)                        | G   | Dorfstrasse 16a 650674 / 177935            |              |